# Gnaius Domitius Ahenobarbus (consul in 192 v.Chr.)
Gnaius Domitius Ahenobarbus deelde tijdens zijn ambtstermijn als aedilis plebis (196 v.Chr.) samen met zijn collega Gaius Scribonius Curio boetes uit aan een groot aantal pecuarii (veehouders) die gebruik maakten van het publieke grondgebied (pascutt) zonder daarvoor belasting te betalen. Met de opbrengst van deze boetes liet hij vervolgens een tempel bouwen op het Tibereiland, die hij, tijdens zijn ambtstermijn als praetor (194 v.Chr.), wijdde aan de natuurgod Faunus.
In 192 v.Chr. werd Ahenobarbus, samen met Lucius Quinctius Flamininus aangesteld als consul. Tijdens zijn ambtstermijn was Rome op drie fronten tegelijk militair actief. In Griekenland werd de positie van Rome bedreigd door een alliantie tussen Aetolische Bond en de Seleucidische koning Antiochus III de Grote. In Hispania Citerior waren de legioenen van praetor C. Flaminius en M. Fulvius een militaire expeditie gestart tegen verscheidene opstandige Celtiberische stammen, zoals de Lusitaniërs. Ahenobarbus en zijn collega L. Flaminius werden zelf richting het noorden van het Italische schiereiland gestuurd om de aldaar levende Gallische stammen te pacificeren. Ahenobarbus werd richting de Boii gestuurd en wist zonder veel problemen de stam te onderwerpen (de leiders van deze stam gaven zich namelijk vrijwillig over); zijn collega Flaminius had veel meer moeite om zijn taak te volbrengen. Slechts na enkele harde militaire confrontaties wist hij uiteindelijk de Liguriërs te onderwerpen aan het Romeinse gezag.
Na zijn consulaat vervolgde Ahenobarbus zijn militaire loopbaan en diende in 190 v.Chr. als legatus onder Lucius Cornelius Scipio Asiaticus tijdens diens militaire expeditie tegen de koning van het hellenistische Seleucidenrijk Antiochus III de Grote.
Gnaius Domitius Ahenobarbus had, zover bekend, een zoon: Gnaius Domitius Ahenobarbus, de consul suffectus van het jaar 162 v.Chr.

## Voetnoten
1. ↑  Livius, Ab Urbe Condita, XXXIII, 42; XXXIV, 42-43, 53.
2. ↑  Livius, Ab Urbe Condita, XXXV, 21.